# Potamophylax schmidi
Potamophylax schmidi är en nattsländeart som beskrevs av Marinkovic-gospodnetic 1971. Potamophylax schmidi ingår i släktet Potamophylax och familjen husmasknattsländor. Inga underarter finns listade i Catalogue of Life.